# 楽園都市
『楽園都市』（らくえんとし）は、オーイシマサヨシの4作目のシングル。2019年8月21日にポニーキャニオンより発売された。

## 概要
前作『Hands』から1年1ヶ月ぶりのリリース。通常盤、アニメジャケット盤の2形態でのリリースとなる。CD発売に先行して、8月12日より先行配信が行われた。
表題曲はテレビアニメ『コップクラフト』のオープニングテーマ。カップリング曲の「Hero」「Departure」はWebアニメ『モンスターストライク ノア 方舟の救世主編』にてそれぞれオープニングテーマ、挿入歌として起用された。
また、表題曲のミュージックビデオは監督をフカツマサカズが務め、全編がYouTubeにて公開されているほか、次作『世界が君を必要とする時が来たんだ/英雄の歌』の初回限定盤に付属しているBlu-rayにも収録されている。

## 音楽性
『コップクラフト』のハードボイルドな作風に合わせ、「Tank!」や「ルパン三世のテーマ」のオマージュを取り入れている。作中に出てくる異世界の言葉にラテン語に近い響きを感じたことや、物語の舞台として他民族がごちゃ混ぜになった都市が設定されていることから、ラテン音楽の要素を取り入れている。また、都会の雑多な感じを表すために、ラテンジャズだけではなく歌謡曲の要素も混ぜ込み、次々と場面が切り替わっていく様子を演出している。

## 収録曲
| #         | タイトル               | 作詞       | 作曲                 | 編曲                 | 時間  |
| --------- | ---------------------- | ---------- | -------------------- | -------------------- | ----- |
| 1.        | 「楽園都市」           | 大石昌良   | 大石昌良             | 大石昌良、扇谷研人   | 3:46  |
| 2.        | 「Hero」               | 園田健太郎 | 石川慧               | eba                  | 4:15  |
| 3.        | 「Departure」          | 園田健太郎 | 園田健太郎、奈良悠樹 | 園田健太郎、奈良悠樹 | 4:58  |
| 4.        | 「楽園都市」(TV edit.) |            |                      |                      | 1:32  |
| 5.        | 「楽園都市」(KARAOKE)  |            |                      |                      | 3:46  |
| 6.        | 「Hero」(KARAOKE)      |            |                      |                      | 4:15  |
| 7.        | 「Departure」(KARAOKE) |            |                      |                      | 4:57  |
| 合計時間: | 合計時間:              | 合計時間:  | 合計時間:            | 合計時間:            | 27:29 |

## タイアップ
楽園都市
テレビアニメ『コップクラフト』オープニングテーマ
Hero
Webアニメ『モンスターストライク ノア 方舟の救世主編』オープニングテーマ
Departure
Webアニメ『モンスターストライク ノア 方舟の救世主編』挿入歌